# Кратцер, Эви
Эви Кратцер (нем. Evi Kratzer, род. 24 января 1961 года в Арвиго, Швейцария) — швейцарская лыжница, призёрка чемпионата мира, победительница этапа Кубка мира.
В Кубке мира Кратцер дебютировала в 1982 году, в январе 1987 года одержала единственную в карьере победу на этапе Кубка мира. Кроме этого имеет на своём счету 3 попадания в тройку лучших на этапах Кубка мира. Лучшим достижением Кратцер в общем итоговом зачёте Кубка мира является 5-е место в сезоне 1984/85.
На Олимпиаде-1980 в Лейк-Плэсиде, стартовала в двух гонках: гонка на 5 км — 23-е место и гонка на 10 км — 27-е место.
На Олимпиаде 1984 года в Сараево, была 9-й в гонке на 5 км коньком, 11-й в гонке на 10 км классикой, 8-й в гонке на 20 км классикой и 6-й в эстафете.
На Олимпиаде-1998 в Калгари, показала следующие результаты: эстафета — 4-е место, 5 км классикой — 14-е место, 10 км классикой — 11-е место, 20 км коньком — 14-е место.
За свою карьеру принимала участие в трёх чемпионатах мира, на чемпионате 1987 года в Оберстдорфе завоевала бронзовую медаль в гонке на 5 км классическим стилем.